# グレン・ギャバード
グレン・オーウェンズ・ギャバード（Glen Owens Gabbard、1949年 - ）はアメリカ合衆国の精神科医。
1994年に、母親と息子の近親相姦における息子の特権意識と広範な不安に関する論文をStuart W. Twemlowと共同で発表。
2004年には、アメリカ精神医学会によって、アドルフ・メイヤー賞を受賞。
2009年には、日本でも松島英介と保坂隆の翻訳でミカエル・F・マイアーズとの共書『医師が患者になるとき』が翻訳され出版された。

## 著書
- 『ザ・サイコロジー･オブ･ザ･ソプラノズ (The Psychology of the Sopranos)』（2002年） ISBN 978-0465027354